# International Data Group
Die International Data Group (IDG) mit Sitz in Boston, USA, ist ein weltweiter Anbieter in den Bereichen Technology Media, Data-, Conference- und Marketing-Service sowie Direct Marketing. IDG ging 1964 aus dem ebenfalls von Patrick J. McGovern († 2014) gegründeten Market Research-Unternehmen International Data Corporation (IDC) hervor. McGovern gestaltete IDG als Inhaber zu einem international in 97 Ländern tätigen Dienstleister für cross-mediale Kommunikationslösungen für klassische Technologie-Unternehmen sowie Unternehmen, die den Weg der Digitalisierung beschreiten. 1996 startete das Unternehmen unter IDG Ventures ein internationales Netzwerk von Venture Capital Fonds.
Deutsche Tochtergesellschaft von IDG ist die IDG Communications Media AG mit Sitz in München. Die IDG Communications Media AG ist eine 100-prozentige Tochtergesellschaft der IDG Inc., Boston. Vorstand der deutschen AG ist Jonas Triebel. In Deutschland ist IDG als Dienstleister für die ITK-Branche sowie alle anderen in der digitalen Transformation stehenden Branchen tätig.
Zum deutschsprachigen IDG-Portfolio gehören unter anderem die Medienmarken Computerwoche, ChannelPartner, CIO, PC-Welt, Macwelt. Darüber hinaus bietet die IDG Communications Media AG mit der IT-Dialogmarketing-Plattform IDG Connect und dem Online-Werbenetzwerk IDG TechNetwork crossmediale Vermarktungs- und Leadlösungen, Account based Marketing sowie Marketing Services in den Bereichen Research, Native Advertising, Social Media, Mobile, Custom Content und Leadership Executive Trainings.
Unter dem Dach der IDG Communications Media AG agieren die IDG Business Media GmbH, IDG Tech Media GmbH und IDG TechNetwork GmbH, das Marktforschungsunternehmen IDC Central Europe GmbH sowie der Event-Veranstalter IDG World Expo GmbH als eigenständige Unternehmen.
Die IDG Communications Media AG gab am 29. April 2015 den Verkauf der von York von Heimburg gegründeten Tochtergesellschaften IDG Entertainment GmbH (GameStar, GamePro), IDGPS Media Network GmbH (Multi-Channel-Netzwerk Allyance) und Onlinewelten GmbH an das französische Medienunternehmen Webedia bekannt.
2017 wurde IDG von einem Konsortium unter Führung der China Oceanwide Holdings Group übernommen.